# Kolarstwo na Letnich Igrzyskach Olimpijskich 2008 – keirin mężczyzn
Keirin mężczyzn podczas Letnich Igrzysk Olimpijskich 2008 rozegrany został 16 sierpnia na torze Laoshan Welodrom.

## Terminarz
Wszystkie godziny są podane w czasie pekińskim (UTC+08:00)
| Data             | Godzina | Runda                     |
| ---------------- | ------- | ------------------------- |
| 16 sierpnia 2008 | 10:00   | Pierwsza runda            |
| 16 sierpnia 2008 | 10:44   | Pierwsza runda – repasaże |
| 16 sierpnia 2008 | 16:22   | Druga runda               |
| 16 sierpnia 2008 | 17:27   | Finały                    |

## Wyniki

### Pierwsza runda
| Pozycja | Zawodnik          | Uwagi |
| ------- | ----------------- | ----- |
| 1.      | Chris Hoy         | Q     |
| 2.      | Carsten Bergemann | Q     |
| 3.      | Toshiaki Fushmi   |       |
| 4.      | Grégory Baugé     |       |
| 5.      | Kamil Kuczyński   |       |
| 6.      | Dienis Dmitrijew  |       |

| Pozycja | Zawodnik           | Uwagi |
| ------- | ------------------ | ----- |
| 1.      | Azizulhasni Awang  | Q     |
| 2.      | Shane Kelly        | Q     |
| 3.      | Teun Mulder        |       |
| 4.      | Andrij Winokurow   |       |
| 5.      | Siergiej Połynskij |       |
| 6.      | Feng Yong          |       |

| Pozycja | Zawodnik           | Uwagi |
| ------- | ------------------ | ----- |
| 1.      | Ross Edgar         | Q     |
| 2.      | Joasiah Ng         | Q     |
| 3.      | Kiyofumi Nagai     |       |
| 4.      | Denis Špička       |       |
| 5.      | Christos Wolikakis |       |
| REL     | Roberto Chiappa    |       |

| Pozycja | Zawodnik                | Uwagi |
| ------- | ----------------------- | ----- |
| 1.      | Ryan Bayley             | Q     |
| 2.      | Theo Bos                | Q     |
| 3.      | Giddeon Massie          |       |
| 4.      | Arnaud Tournant         |       |
| 5.      | Athanasios Mantzouranis |       |
| 6.      | Ricardo Lynch           |       |
| 7.      | Maximilian Levy         |       |

#### Repasaże
| Pozycja | Zawodnik           | Uwagi |
| ------- | ------------------ | ----- |
| 1.      | Arnaud Tournant    | Q     |
| 2.      | Christos Wolikakis |       |
| 3.      | Feng Yong          |       |
| 4.      | Toshiaki Fushmi    |       |

| Pozycja | Zawodnik         | Uwagi |
| ------- | ---------------- | ----- |
| 1.      | Kamil Kuczyński  | Q     |
| 2.      | Denis Špička     |       |
| 3.      | Dienis Dmitrijew |       |
| 4.      | Teun Mulder      |       |

| Pozycja | Zawodnik           | Uwagi |
| ------- | ------------------ | ----- |
| 1.      | Kiyofumi Nagai     | Q     |
| 2.      | Andrij Winokurow   |       |
| 3.      | Ricardo Lynch      |       |
| 4.      | Siergiej Połynskij |       |

| Pozycja | Zawodnik                | Uwagi |
| ------- | ----------------------- | ----- |
| 1.      | Grégory Baugé           | Q     |
| 2.      | Maximilian Levy         |       |
| 3.      | Athanasios Mantzouranis |       |
| 4.      | Giddeon Massie          |       |
| 5.      | Roberto Chiappa         |       |

### Półfinały
| Pozycja | Zawodnik        | Uwagi |
| ------- | --------------- | ----- |
| 1.      | Chris Hoy       | Q     |
| 2.      | Shane Kelly     | Q     |
| 3.      | Arnaud Tournant | Q     |
| 4.      | Josiah Ng       |       |
| 5.      | Grégory Baugé   |       |
| 6.      | Ryan Bayley     |       |

| Pozycja | Zawodnik          | Uwagi |
| ------- | ----------------- | ----- |
| 1.      | Ross Edgar        | Q     |
| 2.      | Kiyofumi Nagai    | Q     |
| 3.      | Carsten Bergemann | Q     |
| 4.      | Azizulhasni Awang |       |
| DNF     | Theo Bos          |       |
| DNF     | Kamil Kuczyński   |       |

### Finały
| Pozycja | Zawodnik          | Uwagi |
| ------- | ----------------- | ----- |
| 7.      | Grégory Baugé     |       |
| 8.      | Ryan Bayley       |       |
| 9.      | Josiah Ng         |       |
| 10.     | Azizulhasni Awang |       |
| 11.     | Kamil Kuczyński   |       |
| DNS     | Theo Bos          |       |

| Pozycja | Zawodnik          | Uwagi |
| ------- | ----------------- | ----- |
| złoto   | Chris Hoy         |       |
| srebro  | Ross Edgar        |       |
| brąz    | Kiyofumi Nagai    |       |
| 4.      | Shane Kelly       |       |
| 5.      | Carsten Bergemann |       |
| 6.      | Arnaud Tournant   |       |